# Hughan Gray
Hughan Edwardo Gray (sinh ngày 25 tháng 3 năm 1987) là một cầu thủ bóng đá người Jamaica thi đấu cho Waterhouse, ở vị trí hậu vệ phải.

## Sự nghiệp
Gray từng thi đấu bóng đá cho Sporting Central Academy và Waterhouse.
Anh ra mắt quốc tế cho Jamaica năm 2014.